# 安克雷奇 (肯塔基州)
安克雷奇（英語：Anchorage），是美国肯塔基州的一座城市。建立于1878年，面积约为7.8平方公里（3平方英里）。根据2010年美国人口普查，该市的人口为2,348人。